# Ronnewinkel
Ronnewinkel ist ein Ortsteil der Kreisstadt Olpe im Sauerland mit acht Einwohnern.
Der Ortsteil befindet sich nördlich von Olpe unmittelbar am Obersee des Biggesee. Ersterwähnung im Jahre 1355. Das alte Dorf musste dem Bau des Biggesees, der 1965 eingestaut wurde, weichen. Heute stehen hier nur noch vereinzelt Häuser. Auf der gegenüberliegenden Seite des Sees steht noch die alte Kapelle mit dem Namen Valentinskapelle. Die International Police Association (IPA) betreibt hier ein Gästehaus.